# La versione di Mike
La versione di Mike è un'autobiografia firmata dal presentatore televisivo Mike Bongiorno e da suo figlio, Nicolò Bongiorno; venne pubblicata nel 2007.

## Descrizione
Michael Nicholas Salvatore Bongiorno, detto Mike, partecipa alla resistenza partigiana, finisce al carcere di San Vittore come vicino di cella di Indro Montanelli e vede in faccia la morte con un plotone di esecuzione che si ferma al prigioniero prima di lui. 
L'Italia post 1945 inizia la ricostruzione, mentre lui, su suggerimento di Vittorio Veltroni, cambia il nome in Mike e inizia una longeva carriera televisiva. Mentre la nazione si sposta dal cinema alla televisione, Mike Bongiorno è il protagonista e il motore di questo cambiamento, e intorno a lui si forma il rituale collettivo di Lascia o raddoppia?.
Umberto Eco ne analizza il carattere nel breve saggio Fenomenologia di Mike Bongiorno, mentre l'imprenditore milanese Silvio Berlusconi lo sceglie come braccio destro nella costruzione di un nuovo impero mediatico e culturale, diventando il "Re del Quiz".
Dall'autobiografia è stata tratta la miniserie televisiva Mike.